# آسیاب علی‌آباد
بقایای آسیاب علی‌آباد مربوط به دوره صفوی است و در شهرستان بیضا، بخش بیضا، دهستان بیضا، بطرف روستای سوه واقع شده و این اثر در تاریخ ۲۳ بهمن ۱۳۸۵ با شمارهٔ ثبت ۱۷۲۳۷ به‌عنوان یکی از آثار ملی ایران به ثبت رسیده است.